# 第4軍 (日本軍)
第4軍（だいよんぐん、だいしぐん）は、大日本帝国陸軍の軍の一つ。日露戦争及び日中戦争時に編成された。

## 日露戦争における第4軍
日露戦争において1904年（明治37年）6月24日に編成され、戦後の1906年（明治39年）1月17日に解散した。

### 第4軍の人事(明治37年末時)
- 司令官 野津道貫 大将：1904年（明治37年）6月30日 - 1906年（明治39年）1月12日
- 参謀長 上原勇作 少将：1904年（明治37年）6月30日 - 1906年（明治39年）1月23日
- 参謀副長
  - 立花小一郎 歩兵中佐：1904年（明治37年）6月25日 -
  - 柴勝三郎 歩兵中佐：1904年（明治37年）3月17日 - 1906年（明治39年）1月20日
- 第一課参謀
  - 河合操 歩兵中佐
  - 田村沖之助 砲兵少佐
  - 市川堅太郎 歩兵少佐
  - 田原休次郎 歩兵少佐
- 第二課参謀
  - 町田経宇 歩兵中佐
  - 高洲萬太郎 騎兵大尉
- 第三課参謀
  - 矢野目孫一 工兵少佐
  - 松崎新太郎 歩兵大尉
  - 細野辰雄 歩兵大尉
  - 有吉雅一 歩兵大尉
- 高級副官 菊池慎之助 歩兵中佐
- 副官
  - 前田昇 騎兵大尉
  - 千田嘉平 歩兵大尉

- 砲兵部長 楠瀬幸彦 少将：1904年（明治37年）6月25日 -
- 工兵部長 古川宣誉 少将：1904年（明治37年）7月5日 -
- 経理部長 黒川秀行 主計監：1904年（明治37年）7月5日 -
- 管理部長 和崎恭弼 輜重中佐
- 憲兵長 角田倉太郎 憲兵大尉
- 軍医部長 藤田嗣章 軍医監：1904年（明治37年）7月5日

#### 兵站部
- 兵站監 奥山義章 歩兵大佐：1904年（明治37年）7月5日 - 1906年（明治39年）1月
- 兵站参謀長 吉田平太郎 騎兵中佐：1904年（明治37年）7月16日 - 1905年（明治38年）12月20日
- 参謀 木村戒二 砲兵大尉
- 副官　
  - 田所成恭 歩兵大尉
  - 佐藤清勝 砲兵大尉
  - 宮城林治 歩兵中尉

- 経理部長 日匹信亮 二等主計正

#### 明治37年末の隷下部隊
- 第5師団
  - 師団長 木越安綱 中将
  - 参謀長 仁田原重行 歩兵大佐
  - 参謀 中島誠之 歩兵少佐
  - 参謀 森岡守成 騎兵少佐
  - 参謀 吉村健蔵 歩兵大尉
  - 副官 緒方勝一 砲兵大尉
  - 副官 隈岡邦彦 歩兵大尉
- 第10師団
  - 師団長 川村景明 中将
  - 参謀長 黒澤源三郎 歩兵大佐
  - 参謀 柴豊彦 歩兵少佐
  - 参謀 岡田重久 歩兵少佐
  - 参謀 伊丹松雄 歩兵大尉

#### 明治38年末の隷下部隊
- 第6師団
  - 師団長 大久保春野 中将
  - 参謀長 栗田直八郎 歩兵中佐
  - 参謀 向西兵庫 歩兵少佐
  - 参謀 磯部昌朔歩兵大尉
  - 参謀 大橋博吉 歩兵大尉
- 第10師団
  - 師団長 安東貞美 中将
  - 参謀長 蠣崎富三郎 歩兵大佐
  - 参謀 岡田重久 歩兵少佐
  - 参謀 国司伍七 歩兵大尉
  - 参謀 白石通則 歩兵大尉
- 第16師団
  - 師団長 山中信義 中将
  - 参謀長 宮崎兼文 騎兵大佐
  - 参謀 川人潔太郎 工兵中佐
  - 参謀 許斐良太郎 歩兵少佐
  - 参謀 豊田鐡蔵 歩兵大尉
- 後備歩兵第3旅団
  - 旅団長 大久保利貞 少将
  - 参謀長 市川堅太郎 歩兵少佐
- 後備歩兵第10旅団
  - 旅団長 門司和太郎 少将
  - 参謀長 中島誠之 歩兵中佐
- 後備歩兵第11旅団
  - 旅団長 友安治延 少将
  - 参謀長 中川幸助 歩兵少佐

## 支那事変における第4軍
支那事変勃発後の昭和13年（1938年）7月15日に編成され、関東軍の編組に入った。満州北部の北安、さらに孫呉付近に所在し、北方への備えに当った。
1945年（昭和20年）8月9日、ソ連最高指導者ヨシフ・スターリンが決断したソ連赤軍の満州侵攻により本軍団はソ連軍と交戦を続けている中、満洲帝國黒竜江省の省都ハルビンで玉音放送を聴き終戦。8月17日のGHQの一般命令第一号により、北緯38度線より北に位置していた本軍はソ連赤軍に降伏することが決まり順次武装解除、多くの兵士らがシベリアに抑留された。

### 第4軍の人事

#### 歴代司令官
- 中島今朝吾 中将（陸士15期）：1938年（昭和13年）7月15日 - 1939年（昭和14年）8月1日
- 後宮淳 中将（陸士17期）：1939年（昭和14年）8月1日 - 1940年（昭和15年）9月28日
- 鷲津鈆平 中将（陸士18期）：1940年（昭和15年）9月28日 - 1941年（昭和16年）10月15日
- 横山勇 中将（陸士21期）：1941年（昭和16年）10月15日 - 1942年（昭和17年）12月21日
- 草場辰巳 中将（陸士20期）：1942年（昭和17年）12月21日 - 1944年（昭和19年）2月7日
- 西原貫治 中将（陸士23期）：1944年（昭和19年）2月7日 - 1945年（昭和20年）3月23日
- 上村幹男 中将（陸士24期）：1945年（昭和20年）3月23日 - 終戦

#### 歴代参謀長
- 牟田口廉也 少将（陸士22期）：1938年（昭和13年）7月15日 - 1939年（昭和14年）12月1日
- 吉積正雄 大佐（陸士26期）：1939年（昭和14年）12月1日 - 1940年（昭和15年）9月9日
- 渡辺洋 大佐（陸士27期）：1940年（昭和15年）9月9日 - 1941年（昭和16年）7月7日
- 小林浅三郎 少将（陸士24期）：1941年（昭和16年）7月7日 - 1941年（昭和16年）12月1日
- 渡辺洋 少将（陸士27期）：1941年（昭和16年）12月1日 - 1942年（昭和17年）8月1日（再）
- 公平匡武 大佐（陸士31期）：1942年（昭和17年）8月1日 - 1943年（昭和18年）9月11日
- 萩三郎 少将（陸士29期）：1943年（昭和18年）9月11日 - 1944年（昭和19年）12月26日
- 大野武城 少将（陸士31期）：1944年（昭和19年）12月26日 - 終戦

#### 参謀副長
- 渡辺洋 少将（陸士27期）：1941年（昭和16年）7月7日 - 12月1日

#### 歴代高級参謀
- 吉積正雄 大佐（陸士26期）：1938年（昭和13年）7月15日 -
- 藤村益蔵 大佐（陸士30期）：1939年（昭和14年）12月1日 -
- 坂井芳雄 中佐（陸士33期）：1940年（昭和15年）3月9日 -
- 公平匡武 大佐（陸士31期）：1941年（昭和16年）9月26日 -
- 牧達夫 大佐（陸士36期）：1944年（昭和19年）3月31日 -

#### 終戦時
- 司令官 上村幹男 中将
- 参謀長 大野武城 少将
- 高級参謀 牧達夫 大佐
- 兵器部長 青木謙 少将
- 経理部長 石井増太郎 主計大佐
- 軍医部長 西雅憲 軍医大佐
- 獣医部長 花房憲輔 獣医中佐
- 法務部長 今成一郎 法務少佐

### 昭和16年（1941年）12月の隸下部隊
- 第1師団
- 第8独立守備隊
- 第5国境守備隊
- 第6国境守備隊
- 第7国境守備隊
- 第13国境守備隊[2]

### 終戦時の隷下部隊
- 第119師団
- 第123師団
- 第149師団
- 独立混成第80旅団：野村登亀江少将
- 独立混成第131旅団：宇部四雄少将
- 独立混成第135旅団：浜田十之助少将
- 独立混成第136旅団：土谷直二郎少将